# 30821 Chernetenko
30821 Chernetenko è un asteroide della fascia principale. Scoperto nel 1990, presenta un'orbita caratterizzata da un semiasse maggiore pari a 2,3141045 UA e da un'eccentricità di 0,2038681, inclinata di 4,27188° rispetto all'eclittica.